# Holger Glandorf
Holger Glandorf (født 30. marts 1983 i Osnabrück) er en tysk tidligere håndboldspiller, som senest spillede for den tyske Bundesligaklub SG Flensburg-Handewitt.

## Klubhold
- HSG Nordhorn (1999-2009)
- TBV Lemgo (2009-2011)
- SG Flensburg-Handewitt (2011-2020)

## Landshold
Glandorf debuterede på det tyske landshold i 2003, og har i sin karriere spillet mere end 75 landskampe og scoret over 250 mål. Han var blandt andet med til at vinde VM-guld i 2007 på hjemmebane i Tyskland.